# Доље с оружјем
„Доље с оружјем” је југословенски ТВ филм из 1975. године. Режирао га је Марио Фанели а сценарио су написали Драго Кекановић, Бернар Стули и Марио Фанели.

## Улоге
| Глумац                   | Улога                   |
| ------------------------ | ----------------------- |
| Фарук Беголи             | Шиме Бурин              |
| Драгомир Чумић           |                         |
| Војислав Воја Брајовић   | (као Војислав Брајовић) |
| Ирфан Менсур             |                         |
| Звонимир Чрнко           |                         |
| Јован Личина             |                         |
| Јанез Врховец            |                         |
| Воја Мирић               |                         |
| Миха Балох               |                         |
| Бранко Цвејић            |                         |
| Стојан Столе Аранђеловић | (као Столе Аранђеловић) |
| Мирко Буловић            |                         |

Остале улоге  ▼
| Глумац                  | Улога         |
| ----------------------- | ------------- |
| Љубомир Ћипранић        |               |
| Срђан Дедић             |               |
| Мирослав Хлусичка       |               |
| Александар Хрњаковић    |               |
| Предраг Милинковић      |               |
| Божидар Павићевић Лонга |               |
| Маринко Шебез           | Вилхелм Хеген |
| Рамиз Секић             |               |
| Милан Срдоч             |               |
| Јосиф Татић             |               |
| Власта Велисављевић     |               |